# アロニソス島

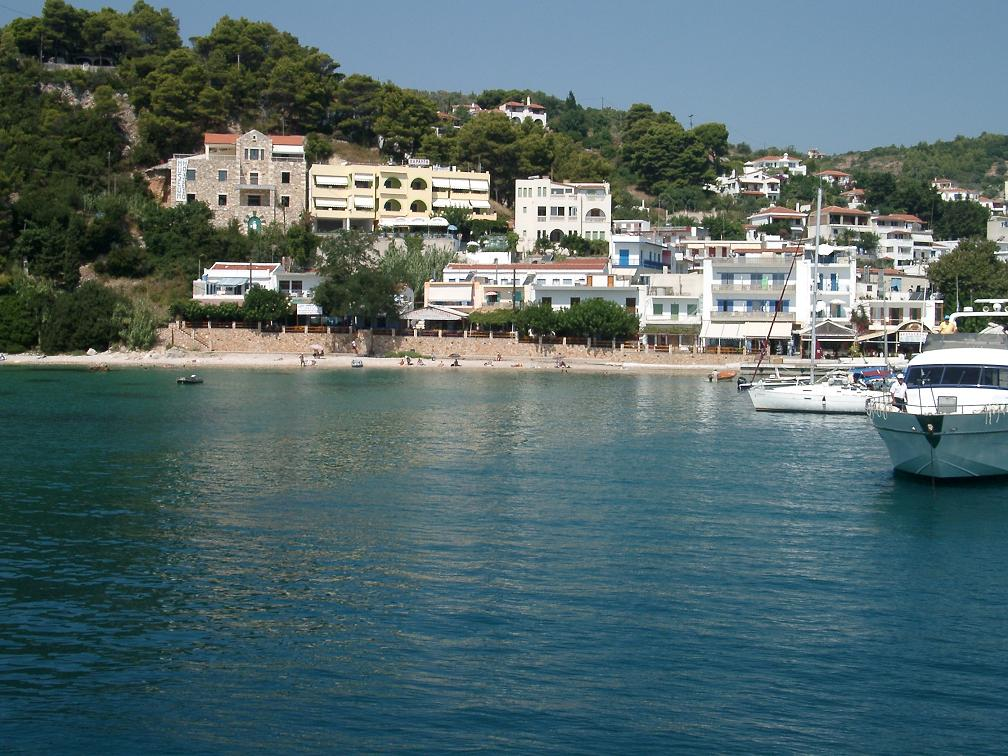
アロニソス村

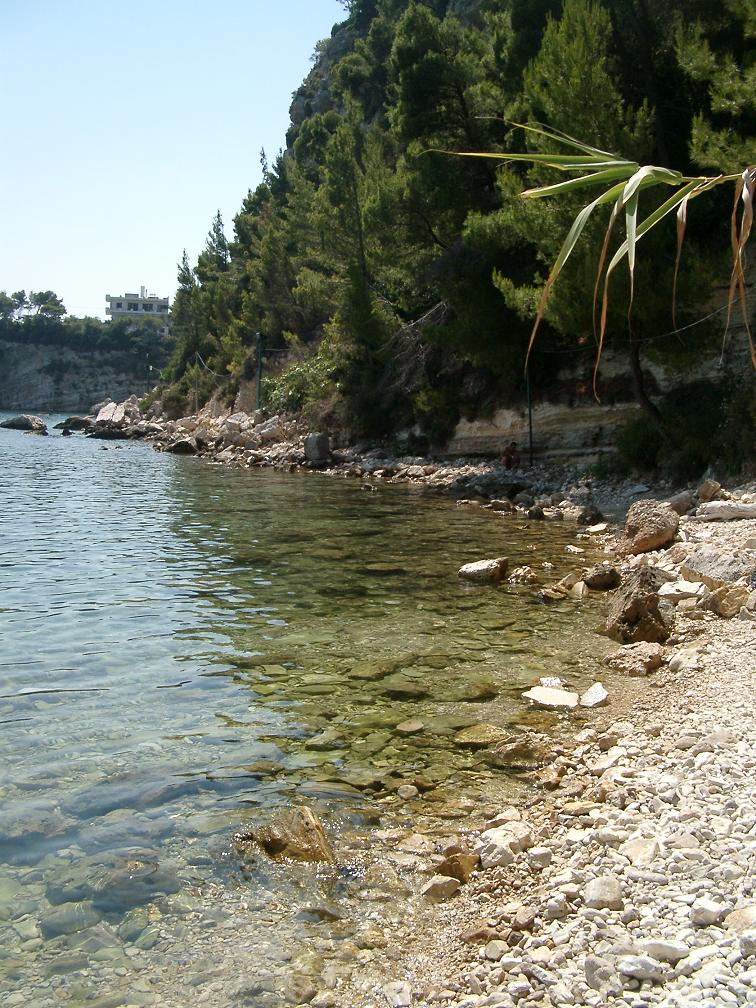
島の浜辺

アロニソス島（アロニソスとう、希: Αλόννησος、英: Alonissos, Alonisos, Alonnisos）は、エーゲ海にあるギリシャの島。スキアトス島やスコペロス島と同じスポラデスの北部に位置する。そのうちスコペロス島からは東に3キロメートルの地点にある。アロニソスという地名は島や村だけでなく、自治体の名前でもある。
アロニソスの村は島の南部に位置しており、地元ではホラ（Chora）と呼ばれている。主要な港は南東部のパティティリ（Patitiri）にある。パティティリの港はヴォロス、アギオス・コンスタンティノス、テッサロニキといったギリシャ本土の街やスキアトス島、スコペロス島、スキロス島との間でフェリーや水中翼船が就航している。島の南端にある湾もアロニソス湾と呼ばれている。

## 歴史
島の村は、中世から19世紀にかけてヒリオドロミア（Chiliodromia、千の道の意）やリアドロミア（Liadromia）、ヘリオドロミア（Heliodromia）などと呼ばれていた。また、古代にはイコス・エヴォニモス（Ikos Evonymos）と呼ばれていた。

## 地理
島の幅は、北西から南東にかけてが4.5キロメートル、南西から北東にかけてが20キロメートルあり、石灰でほとんど形作られている。ギリシャ本島のマグニシア県からは東、エヴィア島からは北東、スキロス島からは北西にある。1本の幹線道路が島の西側にある3つの村を結んでいるほか、数本の道路が島を縦断しているが使われていない。

## 地勢
農業が盛んな島では、主に混合農業やブドウ栽培が行われている。主要な農産物としてアーモンド、ブドウ、イチジク、オリーブが挙げられる。また、トウヒ（スプリーズ）が島中のいたるところに植えられている。一方、島には漁師も多く、観光業も重要な産業になっている。
村には1965年まで、首府の周りを石壁で隣家同士が繋がっている伝統的な住居が取り囲んでいた。敵や海賊から村を守る小さな砦の役割を果たしていたが、1965年の大地震で壊滅的な被害を受けた。そのため、多くの住民はアロニソス村ではなくパティティリに移り住んだ。しかし、その後に伝統的な住居が観光用に復元され、アロニソス村は活気を取り戻している。
島を取り囲む浜辺はすべて砂利になっている。そのうち北側の浜辺は生態系の状態がよく、チチュウカイモンクアザラシが多数棲息しているため、それらアザラシなどを守るため、1992年に「アロニソス・マリン・パーク」として自然公園に指定された。

## コミュニティ
自治体としてのアロニソスには、周辺のいくつかの島も含まれており、その島の中には少なからず人が住んでいるものもある。自治体としてのアロニソスの面積は129.607平方キロメートルで、2021年の国勢調査では3,138人が住んでいる。そのうち33人はアロニソス島以外の島に住んでいる。

## 人口推移
- 1991年 - 2,985人
- 2001年 - 2,700人
- 2011年 - 2,750人
- 2021年 - 3,138人